# Емил Борел
Феликс Едуар Жюстен Емил Борел (на френски: Félix Édouard Justin Émile Borel) е френски математик, известен с приносите си във функционалния анализ и теорията на вероятностите. Борел е и държавник, депутат и министър на Франция, за чиито дейности в рамките на Комитета по европейско сътрудничество на Обществото на народите е разглеждан като един от основоположниците на европейската идея.

## Биография
Емил Борел е роден през 1871 г., в Сент-Африк, Аверон, в семейството на протестантски пастор.  Учи в колежа Сент-Барб и лицея Краля Слънце в Париж. През 1889 г. се явява на приемните изпити и е приет в Екол политекник и Екол нормал сюпериор, като избира второто. Завършва през 1892 г. и е първи на агрегасиона, френски конкурс за прием в учителската професия. През 1892 г. публикува докторската си теза на тема „По някои въпроси от теорията на функциите“ (на френски: Sur quelques points de la theory des functions). Назначен е за лектор в Университета в Лил, където за 4 години написва 22 статии. След което се завръща в Екол нормал, където завежда катедрата по теория на функциите, и продължава да я води до 1941 г.
През 1901 г. се жени за 17-годишната Маргьорит, дъщеря на колегата му Пол Емил Апел, която става писател с псевдонима Камий Марбо.

## Научна работа
Заедно с Рьоне-Луи Бер и Анри Льобег Борел е сред основоположниците на общата теория на интегрирането и мярката и тяхното приложение към теорията на вероятностите. Терминът множество на Борел е въведен в негова чест. В един от учебниците, които написва, Борел въвежда известния мисловен експеримент за парадокса на пишещите маймуни. В серия от статии в периода 1921 – 27 г. Борел за пръв път говори и за стратегии и игри.
В периода 1913 – 14 г. допринася върху изясняване на връзката между хиперболичната геометрия и специалната теория на относителността.

## Политическа кариера
От 1920-те до 1940-те години Борел е политически активен. През 1922 г. основава Парижкия статистически институт, най-престижното училище по статистика във Франция. От 1924 г. до 1936 г. е член на Националното събрание. От 1925 г. е министър на флота в кабинета на колегата му математик Пол Пенлеве. По време на Втората световна война е член на Съпротивата.